# Biserica unitariană din Piața Dávid Ferenc, Târgu Mureș
Biserica Unitariană din Piața Dávid Ferenc (în maghiară Dávid Ferenc téri unitárius templom sau Kövesdombi unitárius templom) a fost construită între anii 1999 - 2006 după proiectele arhitectului mureșean Gábor Bayer în Dâmbul Pietros din Târgu Mureș.

## Istoric
Mulți locuitori din localitate au devenit unitarieni numai după dietele din Turda, ținute în anii 1557 și 1568. Unitarianismul devine religio-recepta, deci acceptată alături de catolicism, calvinism și luteranism. În această perioadă când unitarienii au alcătuit o mare parte a localniciilor din Târgu Mureș au avut un loc de rugăciune. 
Comunitatea unitariană numai în 1869 a reușit să ridice o casă de rugăciune și un han la colțul străzilor actuale Bolyai și Tamás Borsos. Pe locul casei de rugăciuni a fost construită biserica în perioada 1929-1930 în stil neogotic. 
După 1990 au început demersurile pentru construirea unei biserici noi, deoarece s-a dublat numărul unitarianilor din Târgu Mureș.Construcția a durat șapte ani (1999 - 2006).

## Cultura
- Sala Bözödi György
- Sala Balázs Ferenc